# Stefan Mazurkiewicz

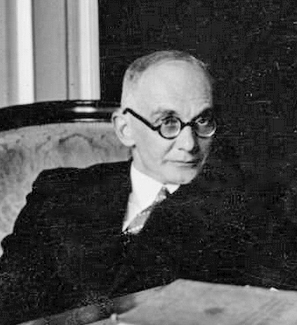

Stefan Mazurkiewicz (Varsavia, 25 settembre 1888 – Grodzisk Mazowiecki, 19 giugno 1945) è stato un matematico polacco, conosciuto per i contributi in analisi matematica, topologia e probabilità. È stato allievo di Wacław Sierpiński.